# Commission des services publics du Ghana
Pour les articles homonymes, voir Commission des services publics.
La Commission des services publics du Ghana est une institution indépendante de planification des ressources humaines mandatée par la Constitution et chargée de gérer la main-d'œuvre du secteur public ghanéen de manière globale,.

## Histoire
La Commission des services publics a ses racines en 1947 pendant la période coloniale britannique. Il a été créé sur la recommandation du Comité Haragin pour un organisme de services publics impartial chargé de gérer l'administration des ressources humaines et la politique publique dans les juridictions de l'Afrique occidentale britannique - Côte-de-l'Or, Nigeria, Gambie et Sierra Leone. Après les émeutes d'Accra en 1948, le Comité Coussey intègre la mise en place de la Commission des services publics pour former les professionnels de la fonction publique africaine. La constitution rédigée en 1951 comprenait des clauses qui accordaient à la Commission la possibilité de fournir des services consultatifs non contraignants au gouverneur général dans la gestion du personnel de la fonction publique de Gold Coast. La constitution de 1954 a donné plus de pouvoir à la Commission. Au moment de l'indépendance en 1957, le chef de l'État chargé des nominations a dû consulter le COPS qui était alors devenu libre de tout contrôle exécutif. Le mandat de la commission a été périodiquement interrompu par des juntes militaires qui voulaient contrôler l'allégeance des fonctionnaires.
La Loi de 1994 sur la Commission des services publics (Loi 482) précise le nombre de commissaires à nommer, les fonctions de la CFP et le secrétariat d'appui de l'institution.

## Mandat et fonctions de base
La Commission des services publics existe pour améliorer la productivité de la fonction publique ghanéenne par la nomination méritoire d'agents publics, la rémunération, la supervision de la gestion en vue de la réalisation des objectifs de développement durable (ODD) parrainés par les Nations Unies. Les fonctions principales de la Commission des services publics sont définies par la Constitution du Ghana de 1992.

## Personnalités
- Bridget Katsriku est la première femme présidente de la Commission.
- Lebrecht Wilhelm Fifi Hesse (en)
- Nicholas T. Clerk (en)
- Kofi George Konuah (en)